# Dance Tracks Vol. 1
Dance Tracks Vol. 1 è il primo album in studio della cantante giapponese Namie Amuro, pubblicato nel 1995.

## Tracce
1. Go! Go! ~Yume no Hayasade~ – 4:50
2. Try Me: Watashi o Shinjite (New Album Mix) – 4:04
3. Stop the Music (New Album Mix) – 3:51
4. Get My Shinin' – 4:02
5. Wagamama o Yurushite (Groovy Mix) – 5:00
6. Aishite Masukatto (Groovy Mix) – 4:04
7. Paradise Train (Groovy Mix) – 4:31
8. Dancing Junk (Groovy Mix) – 4:47
9. Super Luck! – 3:56
10. Heart ni Hi o Tsukete (New Album Mix) – 3:29
11. Taiyō no Season (New Album Mix) – 3:46